# Betara Gongo
Betaré Gongo (ou Betara Gongo, Betare-Gongong) est un village du Cameroun situé dans le département du Djérem et la Région de l'Adamaoua, arrosé par le Djerem. Il fait partie de la commune de Ngaoundal.

## Population
Lors du recensement de 2005, 1 840 personnes y ont été dénombrées.

## Hydrographie
Le Mayo Kaoledji, le Maya Djara, le Mbong et ses affluents (Mbifock, Mbiwairou et Darso) constituent les principales sources d'approvisionnement en eau des villageois.